# Comcast Sportsnet New England
Comcast Sportsnet New England startades 1981, och är en regional kabel-TV-kanal med sportinriktning i USA som täcker hela New England. Den hette ursprungligen PRISM New England, bytte sedan namn till Sportschannel New England (1983), och Fox Sports New England (28 januari 1998) innan namnet Comcast Sportsnet New England antogs den 1 oktober 2007.
När kanalen startade sände man matcher med Boston Breakers, Boston Celtics och Hartford Whalers.

## Lag
- Boston Celtics (NBA): 1981–
- New England Revolution (MLS): 1996–2007; 2010–[1]
- Boston Cannons (MLL)
- Maine Red Claws (NBDL) 2011–

### Tidigare namn
- Hartford Whalers (NHL): 1981–1997
- Boston Breakers (USFL): 1983

### Fotnoter
1. ↑  ”CSN New England to televise Revs games”. NECN.com. 15 mars 2010. Arkiverad från originalet den 29 januari 2013. https://archive.is/20130129182439/http://www.necn.com/03/15/10/CSN-New-England-to-televise-Revs-games/landing_sports.html?blockID=197924&feedID=3352. Läst 15 mars 2010.